# ブルース・ハイ・クオリティー・ファウンデーション・ユニバーシティー
ブルース・ハイ・クオリティー・ファウンデーション・ユニバーシティー（The Bruce High Quality Foundation University）とは、アメリカ合衆国ニューヨーク州ニューヨークシティにある、州非公認の美術大学である。

## 沿革
2009年7月に、匿名アーティストグループ、ブルース・ハイ・クオリティー・ファンデーションのメンバー4名がニューヨークのハリス・リーバーマン（Harris Lieberma） ギャラリー（2013年6月閉廊）にて“How to Explain Pictures to a Dead Bull”（いかにして死んだ雄牛に絵画を説明するか？）と題したレクチャー形式のパフォーマンスを行った。これは、1965年にヨーゼフ・ボイスが行った"How to Explain Pictures to a Dead Hare"（いかにして死んだ野うさぎに絵画を説明するか？）のタイトルを真似たものであり、タイトルの雄牛は当時の景気後退を示唆するものだった。パフォーマンスは、ユーモアと無関係なスライドに満ちていたが、レクチャーの内容事態は極めて真面目で現代アートとアートマーケット、アートの教育機関の関係性を精査する真剣な意図のもと行われた。そしてこのパフォーマンスは、「いかにしてプロ化したアート教育にサステナブルでオルタナティブな方法を想像できるだろうか？」という質問を投げかけて終了した。
この一連のパフォーマンスに対する彼ら自身の回答として、同年秋に『学生が教員でもあり、教員が当局でもあり、当局が職員でもあり、職員が学生でもある』と掲げ設立された。匿名の後援者により、ロウアー・マンハッタンの校舎をオープン。運営コストの一部はニューヨーク州非営利アート団体のクリエイティブ・タイムによって賄われ、美術史及び美術講評中心のカリキュラムで学費無料アートクラスをオファーしている。2013年3月から日本語で学ぶアートクラスがスタート。